# Halichoeres bivittatus
Halichoeres bivittatus là một loài cá biển thuộc chi Halichoeres trong họ Cá bàng chài. Loài này được mô tả lần đầu tiên vào năm 1791.

## Từ nguyên
Từ định danh bivittatus được ghép bởi hai âm tiết trong tiếng Latinh: bi ("hai") và vittatus ("có dải sọc"), hàm ý đề cập đến hai dải sọc đen ở hai bên thân của loài cá này.

## Phạm vi phân bố và môi trường sống
Từ bang North Carolina (Hoa Kỳ) và Bermuda, H. bivittatus được phân bố trải dài về phía nam đến vịnh México và khắp vùng biển Caribe, dọc theo bờ biển Brasil đến bang Rio de Janeiro.
H. bivittatus sống gần các rạn san hô ở độ sâu đến ít nhất là 30 m, ít được nhìn thấy hơn trong các thảm cỏ biển.

## Mô tả
H. bivittatus có chiều dài cơ thể lớn nhất được ghi nhận là 35 cm. Cá cái và cá con có màu trắng với một sọc ngang màu nâu từ mõm kéo dài đến gốc vây đuôi (có thể đứt đoạn thành một hàng đốm ở phía sau). Sọc thứ hai màu vàng nâu từ cằm dọc theo bụng. Có một cặp đốm đen và vàng ở ngay góc nắp mang. Vây lưng có một đốm tròn màu xanh lam đen ở giữa. Cá đực màu xanh lục, đầu có nhiều vệt sọc hồng tím. Các sọc nâu đen trên thân trở nên mờ dần. Cặp đốm đen và hồng ở góc nắp mang. Vây lưng và vây hậu môn màu hồng có sọc màu xanh lục ở giữa. Vây đuôi màu xanh lục lam với các vệt sọc hồng.
Số gai ở vây lưng: 9; Số tia vây ở vây lưng: 11; Số gai ở vây hậu môn: 3; Số tia vây ở vây hậu môn: 12; Số tia vây ở vây ngực: 13; Số gai ở vây bụng: 1; Số tia vây ở vây bụng: 5; Số vảy đường bên: 27.

## Sinh thái học
Thức ăn của H. bivittatus bao gồm các loài nhuyễn thể, cua, sao biển đuôi rắn, cầu gai, chân bụng, giun nhiều tơ và các loài cá nhỏ hơn.

## Thương mại
H. bivittatus được đánh bắt trong các hoạt động buôn bán cá cảnh nhưng lại khá hiếm.